# 10 no himitsu
10 no himitsu (10の秘密? lett. "10 segreti"), noto anche con il titolo internazionale in lingua inglese 10 Secrets, è una serie televisiva giapponese del 2020.

## Trama
Tornando a casa, Keita Shirakawa scopre che sua figlia Hitomi è stata rapita e che, per farla tornare a casa sana e salva, deve trovare entro tre giorni la sua ex-moglie, Yukiko Sendai. In seguito Keita scopre che era stata la stessa Yukiko, pur non volendo fare del male alla figlia, a rapirla con l'aiuto di un collaboratore, per obbligare Keita a recuperare una preziosa chiavetta USB e ottenere in cambio da una celebre azienda la somma di trecento milioni di yen.
Con l'aiuto di una vicina di casa, Nanako Ishikawa, e del giovane Tsubasa Date, Keita inizia progressivamente a scoprire le motivazioni del comportamento di Yukiko; Keita decide infine, pur avendo la possibilità di farla arrestare, di far fuggire all'estero Yukiko con il denaro, consapevole del "lato buono" della sua ex-moglie e con la speranza che la donna possa, con una nuova identità, rifarsi davvero una vita.

## Episodi
| Stagione       | Episodi | Prima TV Giappone | Prima TV Italia |
| -------------- | ------- | ----------------- | --------------- |
| Stagione unica | 10      | 2020              | inedito         |

## Distribuzione
In Giappone, 10 no himitsu è stato trasmesso da Fuji Television dal 14 gennaio al 17 marzo 2020.